# آنتی‌سایکوتیک آتیپیکال
آنتی‌سایکوتیک آتیپیک (به انگلیسی: Atypical antipsychotic) که به عنوان نسل دوم داروهای آنتی‌سایکوتیک نیز شناخته می‌شوند، داروهای جدیدی از گروه داروهای ضد روان‌پریشی هستند. این داروها از دهه‌ی ۹۰ میلادی تولید شده‌اند و جهت درمان بیماری‌های روانی مانند اسکیزوفرنی اختلال دوقطبی یا به همراه داروهای ضد افسردگی برای درمان افسردگی اساسی تجویز می‌شوند. به‌طور کلی داروهای ضد روان‌پریشی به عنوان آرام‌بخش‌های قوی و نورولپتیک شناخته می‌شوند (گرچه دومی برای نسل اول به کار می‌رود) و از سال ۱۹۷۰ میلادی تا کنون برای شرایط روانپزشکی به‌طور گسترده مورد استفاده قرار می‌گیرند.
هر دو نسل دارو تمایل به مسدود کردن گیرنده‌های دوپامین در مغز دارند. آتیپیک‌ها در مقایسه با هالوپریدول، که در میان ضد روان‌پریشی‌های تیپیکال (نسل اول) مصرف بالایی دارد، کمتر باعث ناتوانی دستگاه خارج هرمی در بیماران پارکینسون ناپایدار، و باعث سفتی بدن، و لرزش‌های غیر ارادی نخواهند شد.با این حال نشان داده شده است که تنها تعدادی از آتیپیک‌ها نسبت به نسل اول در زمینه میزان مصرف و پتانسیل دارو برتری دارند. 

## موارد مصرف
داروهای آتیپیک معمولاً جهت درمان بیماری‌های روانی و اختلالات شخصیتی کاربرد دارند مانند اسکیزوفرنی، پارانویا، اختلال دوقطبی و اختلالات شخصیتی مانند اختلال شخصیت مرزی و در مواردی همراه با داروهای ضد افسردگی مورد استفاده می‌گیرند. همچنین بدلیل خواص آرامبخش زیادشان برای اختلال اضطراب،جنون یا حتی برای اختلال وسواس فکری-عملی (ثابت نشده) نیز مورد استفاده میگیرند.

## اختلال دوقطبی
در بیماران دوقطبی،بیشتر موارد آتیپیک ها دوره های ترکیب شده و جنون های سریع را کنترل میکنند که این به کمک داروهای تثبیت کننده های خلق مانند لیتیوم کربنات و سدیم والپروات صورت میگیرد.شاید در مواردی که دوره های مانیا خفیف تر هستند مصرف تثبیت کننده های خلق در اولویت باشند.همچنین آتیپیک ها برای درمان دیگر جنبه های این بیماری نیز مصرف میشوند (مانند دوقطبی حاد یا پیشگیری قبل از درمان) البته این بستگی به نوع دارو دارد.هر دو داروی الانزاپین و کوئتیاپین اثربخشی قابل توجهی روی درمان هر سه فاز این بیماری میگذارند.لوراسیدون (با نام تجاری Latuda) مقداری اثربخشی روی فاز افسردگی ماژور دوقطبی حاد نشان داده است.

## اسکیزوفرنی
اولین خط روان-درمانی برای اسکیزوفرنی داروی ضد روان‌پریشی می‌باشد، که می‌تواند علائم مثبت بیماری را در حدود ۸ تا ۱۵ روز کاهش دهد.ضد روان‌پریشی‌ها تنها در دوره های کوتاه باعث پدیدار شدن علائم منفی اسکیزوفرنی میشوند و حتی میتوانند علائم منفی را بدتر کنند. به طور کلی هیچ مدرک معتبری برای اثبات اینکه ضد روان‌پریشی‌های آتیپیک میتوانند علائم منفی را کاهش دهند وجود ندارد.
فقط مقداری شواهد بر مبنای ریسک کردن و فایده استفاده ضد روان‌پریشی برای درمان دوره-طولانی وجود
اینکه کدام داروی ضد روان‌پریشی برای یک بیمار خاص تجویز شود بر مبنای فواید دارو، خطرات ، و ضرر ها انتخاب می‌شود اینکه کدام نسل دارو های ضد روان‌پریشی بهتر است قابل بحث است. هر دو نسل در قابلیت رهاسازی و امکان عود علائم بیماری برابر  هستند تا زمانی که تیپیکال‌ها (نسل اول) در دوز های پائین تا متوسط استفاده میشوند اثربخشی خوبی بر روی ۴۰ تا ۵۰ درصد بیماران،اثربخشی جزئی بین ۳۰ تا ۴۰ درصد بیماران ، و در ادامه درمان(تغییر نکردن علائم بیماری بعد از شش هفته با مصرف دو یا سه نوع ضد روان‌پریشی مختلف)در ۲۰ درصد باقی مانده.کلوزاپین به عنوان نخستین گزینه برای درمان اسکیزوفرنی می‌باشد بخصوص در دوره درمان کوتاه-مدت.اما جهت درمان طولانی-مدت انتخاب صحیح کمی پیچیده میشود.

## اختلال افسردگی ماژور
در بیماران دارای افسردگی اساسی که علائم سایکوتیک ندارند تعدادی از آتیپیک ها اثر بخشی خوبی به عنوان داروی کمکی نشان داده اند مانند:
- آریپیپرازول
- الانزاپین
- کوئتیاپین
- زیپراسیدون
- برکسپیپرازول

البته ترکیب فلوکستین و کوئتیاپین در هر دو مورد افسردگی سایکوتیک و غیر سایکوتیک تجویز می‌شود و اثربخشی خوبی نیز نشان داده است.

## اوتیسم
برای تجویز هر دو داروی ریسپریدون و آریپیپرازول از سازمان غذا و داروی آمریکا (FDA) اجازه تجویز داده شده.

## عوارض جانبی
اضافه وزن

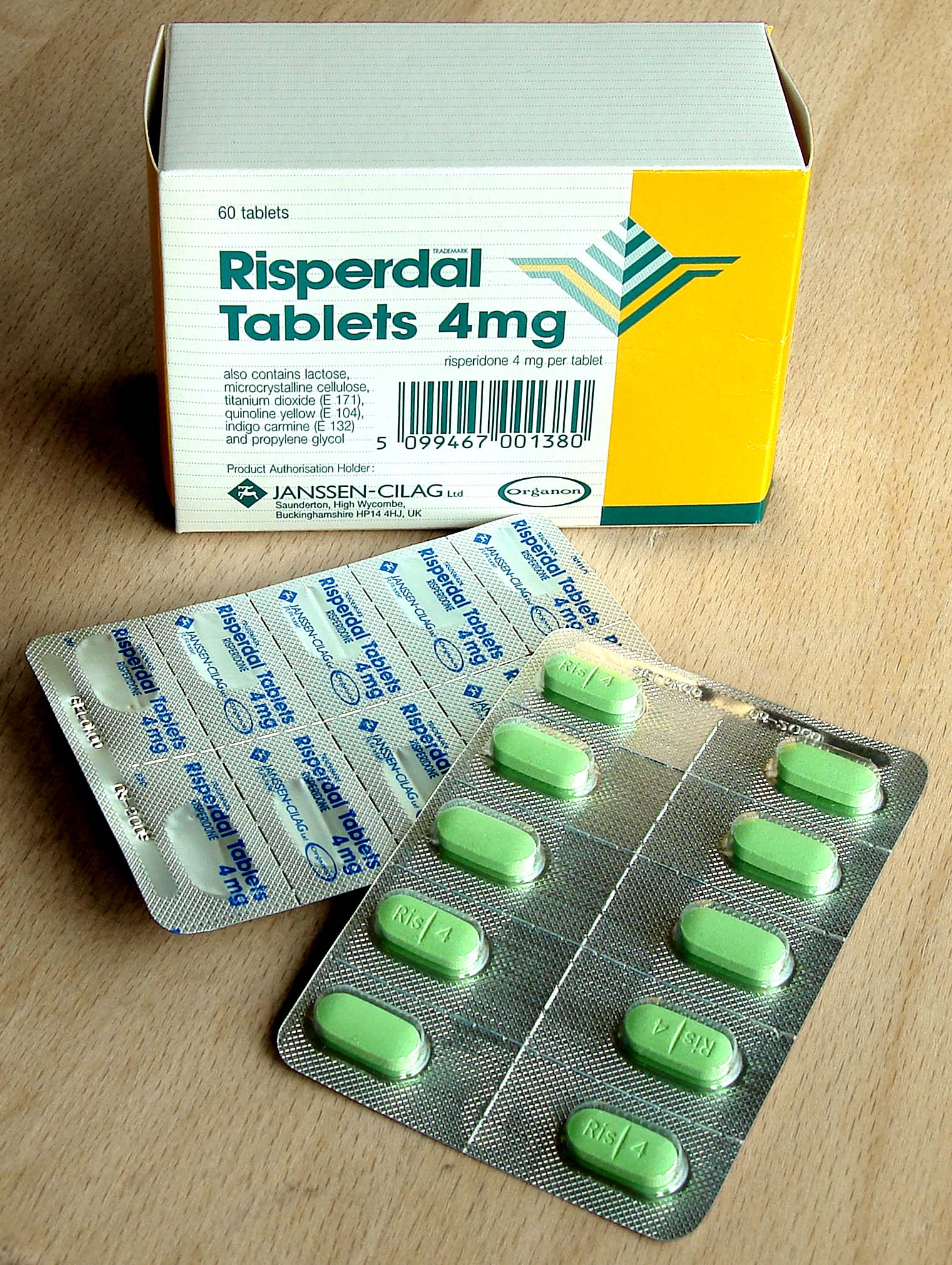
ریسپردال از نسل داروهای آنتی‌سایکوتیک آتیپیک

بین ۴۰ تا ۶۰ درصد افراد مبتلا به اسکیزوفرنی،از اضافه وزن و چاقی رنج میبرند. یک آمارگیری دقیق بر اساس مصرف ضد روانپریشی از هر دو نسل تیپیکال و آتیپیکال نشان داده که در یک دوره ۱۰ هفته ای :مصرف کلوزاپین باعث افزایش ۴.۴۵ کیلوگرم، ۴.۱۵ کیلوگرم با الانزاپین و ۲.۹۲ کیلوگرم با سرتیندول و ۲.۱۰ کیلوگرمی با ریسپریدون و ۰۰.۴ کیلوگرم با زیپراسیدون وزن اضافه کرده اند 

## مشکلات قلبی عروقی
چاقی افراد مبتلا به اسکیزوفرنی که ضد روانپریشی مصرف میکنند خطر ابتلای آنها به تصلب شرائین و دیگر مشکلات قلبی را افزایش میدهد.البته این مشکلات قطعاً به فاکتور های دیگری از قبیل تغذیه یا سبک زندگی فرد نیز بستگی دارد.
دیابت
سازمان FDA به شرکت های تولید کننده ضد روانپریشی تاکید کرد که در مورد خطر هیپرگلیسمی و دیابت اطلاع رسانی کنند.با وجود هشدار های موجود در بروشور های داروهای ضد روانپریشی بعضی شواهد نشان داده آتیپیکال ها تاثیری روی انسولین و بدین ترتیب بر روی قند خون و دیابت تاثیر ندارند.مشکلات جنسی
کاهش میل جنسی و سایر مشکلات جنسی در افرادی که از ضد روانپریشی استفاده میکنند به طور معمول شایع است.این به این دلیل است که ضد روانپریشی ها آنتاگونیست گیرنده هیستامین، آنتاگونیست گیرنده دوپامین و آنتاگونیست گیرنده دوپامین D2 میباشند که این گیرنده ها بر فعالیت جنسی تاثیر بسزایی دارند. 
سایر عوارض جانبی خستگی، مشکل در تمرکز، خواب آلودگی، سرگیجه و تاری دید میباشد.